# Szosa

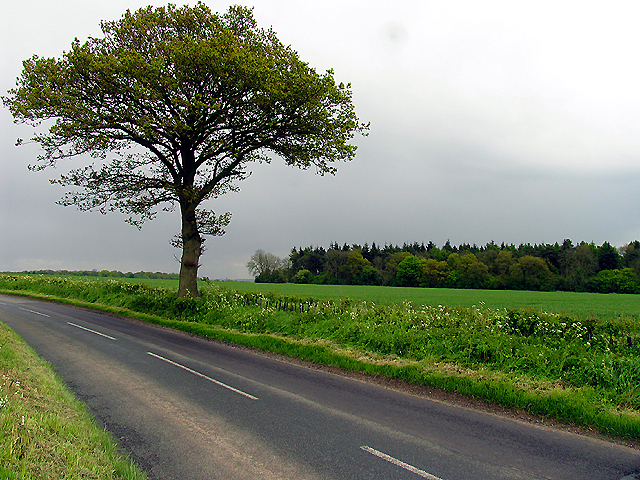
Szosa

Szosa (fr. chaussée) – droga o twardej lub utwardzonej nawierzchni przeznaczona dla ruchu pojazdów.
W średniowieczu ważne drogi wykładane były kamieniami i kawałkami skał. Spajano je wapnem (łac. calceata, fr. chaux), od którego powstała francuska nazwa chaussée (pl: zwapnowana lub wapnem nałożona) i polska szosa.